# Batalha de Taranto (209 a.C.)
A Segunda Batalha de Taranto, travada em 209 a.C., foi uma batalha na qual as forças da República Romana reconquistaram a cidade e o porto de Taranto das forças cartaginesas de Aníbal durante a Segunda Guerra Púnica. No final de 213 a.C. e início do ano seguinte, a cidade se revoltou e permitiu que os cartagineses a ocupassem, aniquilando a guarnição romana. Esta conquista cartaginesa não foi um ato de força contra a população de Taranto, majoritariamente grega, mas um ato coordenado entre ela e Aníbal por conta do descontentamento com a ocupação romana, que já vinha desde o final da Guerra Pírrica, sessenta anos antes.

## Contexto
Aníbal vinha encontrando muita dificuldade para enfrentar a estratégia de postergação de Fábio Máximo e não conseguia mais invadir a fundo o território romano e de seus aliados, ficando restrito a batalhas de pouca importância para manter o controle de um território cada vez mais hostil, especialmente depois da queda de Siracusa (212 a.C.) e da queda de Cápua (211 a.C.). Na mesma época, o fronte romano na Hispânia parecia finalmente estar reagindo à morte dos irmãos Cipião, Públio e Cneu Cornélio Cipião pelas mãos do filho de Públio e sobrinho de Cneu, Públio, que entraria para a história como "Cipião Africano". É importante notar que, em 212 a.C., quando Aníbal conquistou Taranto, ele não conseguiu ocupar sua cidadela, que bloqueava o porto e que, permaneceu nas mãos dos romanos, que recebiam suprimentos e reforços pelo mar. Desta forma, o general cartaginês não conseguiu utilizar o porto da mesma forma que utilizava o porto de Locros (também em suas mãos) para receber ajuda de Cartago.

### Antecedentes
No final do verão no qual caiu a cidade de Cápua (211 a.C.), uma esquadra romana zarpou da Sicília para Taranto com suprimentos, mas era necessário garantir que ela poderia navegar com segurança até os sitiados na cidadela. Uma frota tarantina venceu uma frota romana na Batalha de Sapriporte e, desta forma, Aníbal conseguiu impedir todos os acessos da cidadela pelo mar, mas este bloqueio prolongado gerou dificuldades de aprovisionamento para ambos os lados. Segundo Lívio, as reservas da cidade não eram suficientes sequer para os tarantinos e muito menos para os soldados que ocupavam a cidade:
No ano seguinte, o Senado Romano não se esqueceu de suas forças na cidadela de Taranto. Lívio conta que, na verdade, Marco Ogúlnio e Públio Aquílio foram enviados como emissários para a Etrúria para comprar cereais para levar para Taranto. Mais mil soldados do exército da cidade de Roma e outros tantos de aliados foram enviados junto com as provisões para lá. No ano seguinte, foram eleitos cônsules Quinto Fúlvio Flaco e Fábio Máximo, o único general romano que havia conseguido, até aquele momento, enfrentar de forma eficaz as forças de Aníbal. Príncipe do senado, nomeado cônsul pela quinta vez e com sessenta anos de idade, Fábio Máximo sabia que aquela seria, provavelmente, sua última oportunidade de conseguir uma grande vitória contra Aníbal.
Enquanto Fúlvio Flaco estava operando na Hirpínia e na Lucânia contra os aliados cartagineses, Fábio Máximo organizou o exército romano para marchar para a Apúlia para recuperar Taranto. O plano era distrair as forças cartaginesas da cidade com ataques diversivas em outras regiões do sul da Itália. Com este objetivo, Fábio ordenou que o cônsul do ano anterior, Marco Cláudio Marcelo, atacasse as forças cartaginesas na Batalha de Canúsio e contratou uma força de cerca de 8 000 mercenários baseados em Régio para devastar a região de Brúcio. Ele próprio conduziu a captura de Manduria, garantindo a ligação entre Taranto e Brundísio.

## Cerco

### Geografia do local
Políbio conta que, do estreito da Sicília e da cidade de Régio até Taranto havia uma distância de cerca de 370 quilômetros sem nenhum porto marítimo sequer. Ele afirma ainda que os navios vindos da Grécia ou da Sicília eram praticamente obrigados a parar em Taranto por causa do longo trecho sem suporte, o que a transformou num grande centro comercial. Além disto, Taranto ficava numa posição muito favorável entre os portos do Adriático, especialmente por que ainda não existia, naquela época, um porto em Brundísio. A importância estratégia do local justificou, segundo Políbio, o plano de Fábio Máximo de recuperar rapidamente a cidade.

### Assalto romano
Enquanto Aníbal levava seu próprio exército para enfrentar as forças romanas de Marco Cláudio Marcelo na Batalha de Canúsio e Fábio Máximo se preparava para tomar Taranto com ataque coordenado por terra e mar, aos romanos se apresentou a oportunidade de entrar em contato com um contingente de mercenários comandados por Filimeno em Brúcio, que participava da defesa da cidade e que, secretamente, desejava desertar para os romanos.
Políbio conta que, quando romanos estavam cercando Taranto, o almirante cartaginês, Bomílcar, que havia sido enviado com uma frota para apoiar os tarantinos cercados, sem conseguir ultrapassar o cerco romano, exauriu seu estoque de alimentos foi obrigado a abandonar as operações.
O ataque decisivo foi realizado depois de seis dias do início do cerco, de noite, enquanto os defensores de Taranto enfrentavam dois ataques diversivos romanos no setor noroeste da cidade, organizados unicamente para distrair os defensores. Grande parte das tropas romanas estavam concentradas no setor oriental da muralha, controlada pelos soldados de Filimeno. Controlado aquele setor dos muros e da porta local, os romanos conseguiram invadir em massa o interior da muralha, pegando de surpresa os defensores, ocupados defendendo as ameaças do lado de fora. A batalha terminou rapidamente, com a completa aniquilação da guarnição comandada por Cartalão. Um violento saque se seguiu.
Quanto a Aníbal, avisado do ataque romano, ele retornou com seu exército até Taranto, mas já encontrou a cidade ocupada e defendida pelas forças romanas; segundo a tradição, o general cartaginês teria dito: "Também Roma deve ter tido um Aníbal; da mesma forma que vencemos Taranto, também a perdemos", uma referência à traição de Filimeno. Diante da situação, Aníbal preferiu retirar-se para Metaponto.

## Consequências
Os cartagineses que defendiam a cidade foram todos executados, assim como foram assassinados os mercenários que haviam desertado para os romanos, pois Fábio não queria que soubessem que Taranto havia sido conquistada através de uma traição; os romanos depois afundaram todos os navios da cidade. Por causa desta vitória, Fábio recebeu a honraria de um triunfo quando voltou para Roma.
Embora Taranto não tenha perdido sua autonomia, a maior parte dos tarantinos, de origem grega, foi vendida como escravos e os romanos levaram da cidade uma quantidade enorme de espólios. A partir desta derrota, os cartagineses perderam o controle efetivo da Apúlia.